# Базиев, Мурат Мажмудинович
Мурат Мажмудинович Базиев (род. 13 июля 1984) — российский дзюдоист, чемпион России 2005 года в весовой категории до 66 кг.

## Биография
Член сборной команды России по дзюдо. В 2007 году в мировом рейтинге по версии Европейского союза дзюдо занял 125-е место в своей весовой категории. Тренируется под руководством Ханафия Шаваева.

## Спортивные результаты
- Чемпионат России по дзюдо 2005 года, Тверь — .